# Россоха (приток Неглы)
Россоха, Рассоха — река в России, протекает в Лузском районе Кировской области. Устье реки находится в 20 км по правому берегу реки Негла. Длина реки составляет 11 км.
Река вытекает из болот северо-западнее 1-е Сухановское в 15 км к северо-востоку от посёлка Лунданка и в 25 км к юго-востоку от города Луза. Река течёт среди холмов, в верхнем течении течёт на север, в нижнем поворачивает на запад, огибая деревню Емельяновская. Впадает в Неглу у деревни Быковская.

## Данные водного реестра
По данным государственного водного реестра России и геоинформационной системы водохозяйственного районирования территории РФ, подготовленной Федеральным агентством водных ресурсов:
- Бассейновый округ — Двинско-Печорский
- Речной бассейн — Северная Двина
- Речной подбассейн — Малая Северная Двина
- Водохозяйственный участок — Юг
- Код водного объекта — 03020100212103000013140